# Fabián Panisello
Fabián Panisello (Buenos Aires, 11 octobre 1963) est un compositeur argentin, chef d'orchestre et pédagogue.

## Carrière
Fabián Panisello est né à Buenos Aires, en Argentine. Il étudie la composition à Buenos Aires avec Francisco Kröpfl et au Mozarteum de Salzbourg avec Bogusław Schaeffer où il remporte le prix Magister de l'Atrium, en 1993 et reçoit le diplôme d'excellence et le prix Spécial du Ministère de la culture de l'Autriche. Il complète ses études musicales avec des compositeurs tels que Elliott Carter, Franco Donatoni, Brian Ferneyhough et Luis de Pablo, et pour la direction d'orchestre avec Peter Eötvös et Jorma Panula.
Panisello reçoit des commandes d'orchestres importants et de plusieurs festivals auxquels il participe à travers le monde : Wien Modern, Donaueschingen, Biennale de Munich, festival d'automne de Varsovie, Présences, Musica à Strasbourg, Ars Musica, Ultraschall, Aspekte, Manca, Spazio Musica à Gène, le Quincena Donostiarra et le Festival international d’Alicante. Il collabore avec Pierre Boulez, Luciano Berio, Karlheinz Stockhausen, Susanna Mälkki et Peter Eötvös et travaille avec des orchestres et des ensembles dont l'orchestre de la SWR, la WDR à Cologne, l'Orchestre symphonique de Berlin, l'Orchestre du Mozarteum de Salzbourg, l'Orchestre symphonique de la BBC, l'Orchestre de l'Opéra de Lyon, l'Ensemble modern, le Nouvel ensemble moderne, l'ensemble israélien des interprètes contemporains, le quatuor Arditti et le Meitar Ensemble. Son opéra Le Malentendu d'après Albert Camus est produit à Buenos Aires, Varsovie, Vienne et Madrid.
Il est le fondateur et le directeur du groupe espagnol PluralEnsemble, et est également le directeur de l'Escuela Superior de Música Reina Sofía. Il est membre de l'Academia de Bellas Artes d'Argentine, du Comité scientifique de la Fondation Isaac-Albéniz et du Conseil du Teatro Real de Madrid.

## Pédagogue
Outre son poste de directeur de l'Escuela Superior de Música Reina Sofía, Panisello a été invité à donner des conférences à l'école Gedai de Tokyo, à l'école de musique de Manhattan, à  l'académie de Jérusalem, à l'Université de Californie à Davis, à l'Université de Saragosse et à l'Université Catholique de Musique, à Santiago du Chili. Il a été invité également aux universités de Graz, en Autriche et de Tel-Aviv, à donner des classes de maître et des séminaires sur la composition, la direction et l'analyse musicale.

## Prix
- Premio de Fondo Nacional de las Artes (1988, Buenos Aires)
- Mozarts Erben Prize (1991, Salzburg)
- Würdigungspreis, Prix de reconnaissance (1993, Vienna)
- Editar Competition (1995, Buenos Aires)
- Premio Iberoamericano Rodolfo Halffter de Composición, premier prix (2004, Mexico)

## Œuvres publiées (sélection)

### Œuvres pour orchestre
- Aksaks (octobre 2008, Donaueschingen)
- Mandala (octobre 2009, Madrid) (OCLC 725338150)
- Cuadernos para Orquesta (22 juillet 2004, Madrid)

### Orchestre avec soliste
- Mouvements pour piano et orchestre (mai 2010, Madrid) (OCLC 725345053)
- Concerto pour trompette (janvier 2010, Berlin) (OCLC 725338745)
- Concerto pour violon (février 2004, Madrid) (OCLC 725331313)

### Œuvres pour ensembles de plus de cinq instruments
- Solstice (2013, Madrid et Francfort)
- Concierto de cámara (mai 2005, Lyon) (OCLC 725331332)
- Humeurs II (2001, Alicante)

### Œuvres pour voix
- L'Officina della resurrezione (2013, Tel-Aviv) pour baryton, électronique et quatuor à cordes
- L'Officina della resurrezione, version II (2014, Katowice) pour baryton, chœur parlé, électronique et orchestre à cordes
- Chant gothique (2012, Vieil opéra de Francfort)
- Libro del frío (septembre 2011, Schwaz, Autriche) pour soprano, flûte, clarinette, violon, alto, violoncelle et piano
- Quatre chants de Silvia pour soprano et piano (OCLC 725347767)

### Opéra
- Medea (1994)
- Le malentendu, opéra de chambre d'après l'œuvre d'Albert Camus avec livret de Juan Lucas (première en Mars 2016, le Teatro Colón de Buenos Aires)[4]

### Autres œuvres
- Trois mouvements pour quatuor à cordes (2006, Takefu) (OCLC 725347782)
- Cinco piezas métricas (2000)
- Trio II (1996)
- Essential pour deux piano à quatre mains (2012) (OCLC 823521569)
- Klavieretüden livre I (2008)
- Klavieretüden livre II (2015)

## Discographie
Les œuvres de Fabián Panisello sont enregistrées notamment pour les labels Neos, Col Legno, Cyprès et Verso.

### Compositeur
- Fabián Panisello : A Portrait : Trio II pour violon, violoncelle et piano ; Japanese pictures, pour piano ; Moods II, pour ensemble avec piano ; Fulgurar, pour piano ; Presencias transparentes I et II, pour ensemble ; I don't feel low, pour piano ; Cuatro poemas de Alejandra Pizarnik°, pour mezzo-soprano, alto et piano - Plural Ensemble ; Ensemble Varianti, dir. Fabián Panisello (1995°, 1998, 2001, 2002 et 2004, Col Legno) (OCLC 795127869)
- Concerto pour trompette - Marco Blaauw, trompette ; Plural Ensemble, dir. Fabián Panisello (21 septembre 2008, Neos 11070) (OCLC 957491964)
- Fabián Panisello et György Ligeti, études pour piano - Dimitri Vassilakis, piano (21-22 février 2009, Neos) (OCLC 723537931)
- Libro del frío ; Cinco piezas métricas ; Trois mouvement pour quatuor à cordes - Allison Bell, soprano ; Ensemble Meitar, dir. Fabián Panisello (2011, Verso VRS 2112) (OCLC 828260677)

### Chef d'orchestre
- José Manuel López López – Œuvres pour solistes et ensemble - Plural Ensemble, dir. Fabian Panisello (11-12 et 18-19 novembre 2006, Neos 10814) — coup de cœur de L'Académie Charles Cros[5] (OCLC 906562695)
- José Luis Turina, Musique de chambre - Plural Ensemble, dir. Fabian Panisello (2010–2012, Verso VRS 2131) (OCLC 880982140), (BNF 43635367)